# Barú

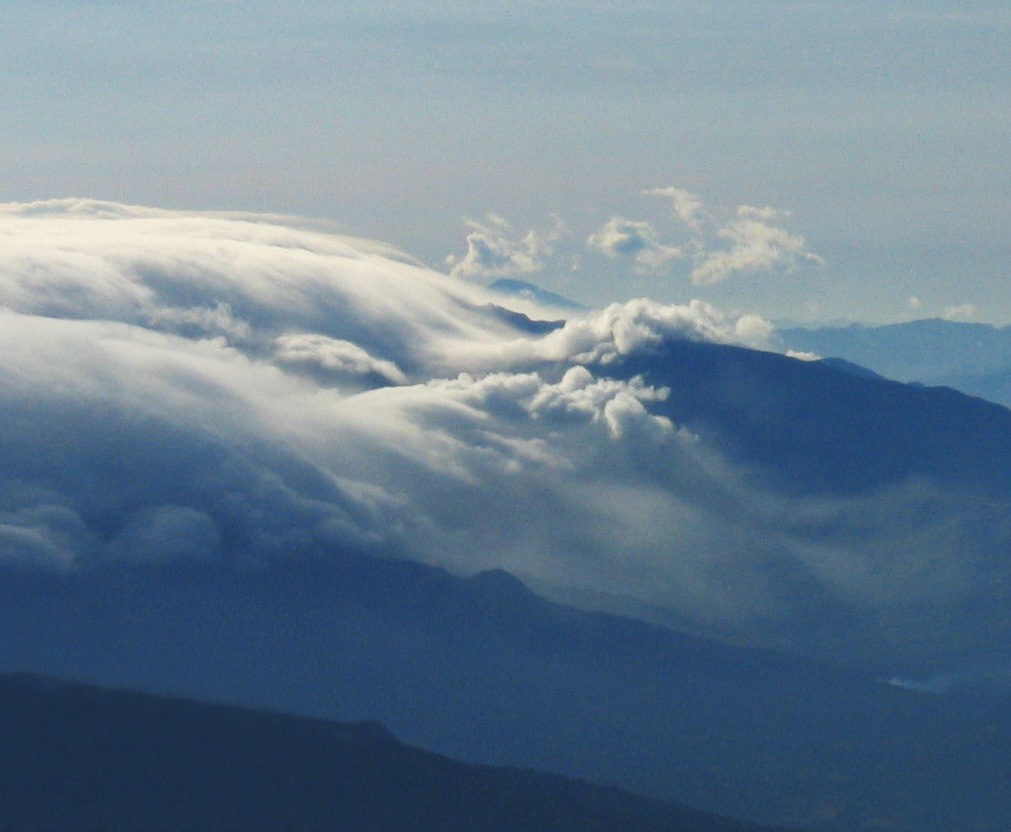
Felhőtakaró a Barú vulkánról

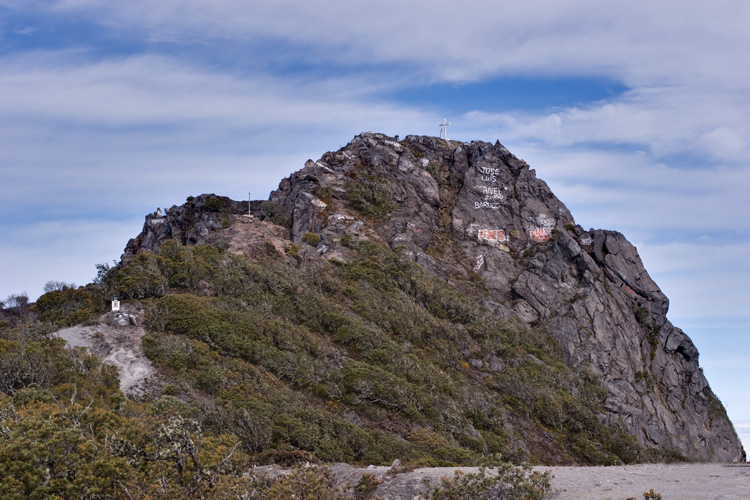
A Barú csúcsa

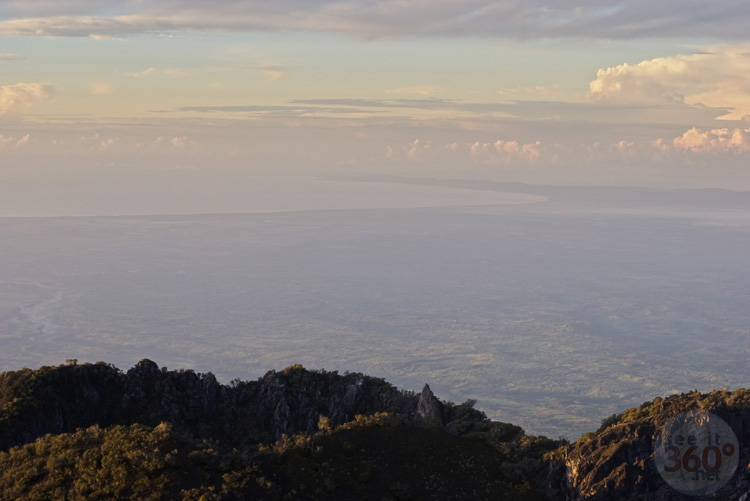
Csendes-óceán a Barú csúcsáról

A Barú (Volcán Barú vagy Volcán de Chiriquí) a Panama-földhíd nyugati részén, az Amerikai Vízválasztótól kissé délre, Chiriquí tartomány nyugati részén, a Costa Rica-i határ közelében található szunnyadó, de potenciálisan aktív rétegvulkán, 3474 méteres tengerszint feletti magasságával egyben Panama legmagasabb pontja. Hűvös, termékeny felföldek veszik körül, melyek a Chiriquí és Caldera folyók vízgyűjtő területét adják. Nyugati oldalán Volcan és Cerro Punta városok, keleti oldalán Boquete található.
A tűzhányó utolsó nagyobb kitörése i. sz. 500 körül volt. Több jel arra mutat, hogy 1550 körül is történt egy kisebb kitörés. 2006-ban a hegy alatt élénk szeizmikus aktivitás kezdődött, ami komoly aggályokat váltott ki a Barú közeljövőbeli robbanásszerű kitörésével kapcsolatban; a vulkán a múltban egyszer már összeomlott (az óriási, mintegy 6 km széles, nyugat felé nyitott kaldera a kutatók szerint a magmakamra beszakadásával keletkezett mintegy 50 ezer évvel ezelőtt).
A hegy magasságának és Panama viszonylagos keskenységének köszönhetően a Barú csúcsáról derült időben egyszerre látható a Csendes-óceán és az Atlanti-óceán (Karib-tenger).
A csúcson néha havazik, mivel a minimum hőmérséklet 0 C° alá eshet, és a száraz évszakban a fagyképződés is gyakori. A civilizáció nyomait graffitik, antennák (mobil-, televízió-, rádió-) jelzik; posztos rendőr is állomásozik itt.

## Természetrajz
A Barú környezetében bőségesen hulló csapadék (4–6000 mm/év) a tűzhányó körül sűrű erdős vegetációt (esőerdő) hozott létre. Az esős évszak sárlavinái rendszeresen elmossák az erdei ösvényeket, megnehezítve a feljutást.
A ritka állat- és növényfajok védelméről az 1977-ben kialakított, csaknem 15 ezer hektár kiterjedésű Barú Vulkán Nemzeti Park (Parque Nacional de Ambiente) keretei között gondoskodnak. A park szakmai irányítója az ANAM (Autoridad Nacional de Ambiente), melynek központja David városában található. Megismerésére a legalkalmasabb a januártól áprilisig tartó száraz évszak, amikor az ösvények jól bejárhatók, a levegő hőmérséklete kellemes.
A park hihetetlenül gazdag élővilágát az időjárási és éghajlati hatások hat, viszonylag jól elhatárolható zónába rendezik, a nedves hegyi erdőktől a premontán esőerdőkig.
Sajátos vonása az itteni erdőknek a tölgyek magas aránya, csak errefelé megtalálható az esetenként 5-600 éves kort is megélő, endemikus barú tölgy (Quercus baruensis). Gyakori errefelé a 30 méteres magasságot elérő, örökzöld Magnolia sororum, ami Panamán és Costa Ricán kívül csak nemzeti parkokban található meg. A sokfelé előforduló színpompás orchideákat rovarok és kolibrifélék porozzák; utóbbiak közül a fekete hasú kolibri (Eupherusa nigriventris) igen elterjedt. A park területén csaknem 250 madárfajt írtak le. Jelentős populációi élnek itt a kvézálnak (Pharomacrus mocinno), a Swainson-tukánnak (Ramphastos swainsonii), de megtalálható a csak itt és Costa Rica magas hegységeiben élő endemikus, alig 28 grammot nyomó sármányféle, a Junco vulcani is. A karvalysas (Morphnus guianensis) emlősökkel táplálkozik. Az emlősök érdekes helyi képviselője Underwood hegyi egere (Rheomys underwoodi). Nála jóval termetesebb a mexikói kúszósül (Sphiggurus mexicanus). A macskaféle ragadozók közül a legveszedelmesebb a puma (Felis concolor), mellette a „tigrillók”: az ocelot (Leopardus pardalis), a margay (Leopardus wiedii), az oncilla (Leopardus tigrinus) és a jaguarundi (Herpailurus yaguarondi) fordulnak elő. A területen honos majmok közül a pókmajomfélék; fehérképű pókmajom, bőgőmajmok is megtalálhatók. A magasabb ágakon népes denevérkolóniák élnek, legnagyobb számban a gyümölcsevő denevérek (Stenodermatinae), pl. az Artibeus aztecus.

## Fordítás
- Ez a szócikk részben vagy egészben a Volcán Barú című angol Wikipédia-szócikk ezen változatának fordításán alapul.  Az eredeti cikk szerkesztőit annak laptörténete sorolja fel. Ez a jelzés csupán a megfogalmazás eredetét és a szerzői jogokat jelzi, nem szolgál a cikkben szereplő információk forrásmegjelöléseként.